# Emmesa stacesmithi
Emmesa stacesmithi là một loài bọ cánh cứng trong họ Melandryidae. Loài này được Hatch miêu tả khoa học năm 1962.